# Elster (Elbe)
Elster là một đô thị thuộc huyện Wittenberg, bang Saxony-Anhalt, Đức.